# Alejandro Prieto
Alejandro Prieto, vollständiger Name Alejandro Fabián Prieto Romero, (* 20. April 1991 in Montevideo) ist ein uruguayischer Fußballspieler.

## Karriere
Der 1,87 Meter große Defensivakteur Prieto stand zu Beginn seiner Karriere mindestens seit der Apertura der Spielzeit 2012/13 im Kader des Erstligisten Juventud. Dort bestritt er in der zwölf Spiele in der Primera División. Einen Treffer erzielte er nicht. 2014 wechselte er zum Zweitligisten Club Sportivo Cerrito. In der Saison 2013/14 kam er zu zehn Einsätzen in der Segunda División und schoss ein Tor. Anfang August 2014 schloss er sich dem Zweitligisten Central Español an und bestritt für diesen in der Saison 2014/15 vier Ligapartien (kein Tor). Ab September 2015 setzte er seine Karriere beim Zweitligaaufsteiger Club Oriental de Football fort. In der Spielzeit 2015/16 kam er dort 18-mal (kein Tor) in der zweithöchsten uruguayischen Spielklasse zum Einsatz.